# Philip Bate
Pour les articles homonymes, voir Bate.
Philip Bate, né le 26 mars 1909 à Glasgow, est un musicologue anglais.

## Biographie
Il fait des études de clarinette à Aberdeen. Il fait ensuite ses études à l'Université d'Aberdeen où il obtient son bachelor en science en 1932. Il entre à la BBC en 1934 à Londres, occupant divers postes jusqu'en 1968. Il a réuni une grande collection d'instruments à vent qu'il a ensuite donné à l'Université d'Oxford. En 1946, il fonde la Galpin Society et en obtient la présidence en 1977.

## Œuvres
- The Oboe (Londres, 1956)
- The Trumpet and Trombone (Londres, 1966)
- The Flute : A Study of its History, Development and Construction (Londres, 1969)